# ファンタジーコンソール
ファンタジーコンソール（fantasy video game console、またはfantasy console）とは、 架空のゲームコンソールのエミュレーターである。

## 概要
現実には存在しない、クリエーターの空想上のゲーム機である。クリエーターがハードウェアの仕様を自分で自由に決めることで、現実のゲーム機のエミュレーションに頼らずにレトロゲーム体験を創造することを目的としている。
有名なファンタジーコンソールの例としてはPICO-8が挙げられ、これはNintendo Switchなどにも移植されたヒット作である『Celeste』（2018年）のオリジナル版がリリースされたプラットフォームとしても知られる 。
PICO-8、TIC-80、Pixel Vision 8といった多くのファンタジーコンソールはプログラミング言語としてLuaを採用しているが、 JavaScriptやPythonなどの言語をサポートしたファンタジーコンソールもある。
2021年11月現在、ファンタジーコンソール「PICO-8」と「TIC-80」は、ゲーム配信プラットフォーム「itch.io」において最も使用されているゲーム開発プラットフォームのトップ20に入っている。

## 定義
PICO-8の開発者にして「ファンタジーコンソール」という概念の生みの親でもあるJoseph Whiteは、次のように説明している。
ファンタジーコンソールは一般的なコンソールに似ていますが、実際のハードウェアのような不便さはありません。PICO-8は、「コンソール」という概念のうち、コンソールをコンソール足らしめている物理の形態以外はすべて備えています。すなわち、マシンの仕様と表示フォーマット、開発ツール、デザイン文化、配布プラットフォーム、コミュニティ、そしてプレーヤー精神（playership）です。それはレトロゲームのエミュレータに似ていますが、かつて存在しなかったマシンに対してのものです。—zep、"What is a Fantasy Console?"、PICO-8 FAQ
開発者の Björn Ritzl は、このように説明している。すなわちファンタジーコンソールとは、アセット作成およびゲームロジックプログラミングのための統合ツールがもたらすユーザーフレンドリーな体験が詰め込まれた、古いシステムの制限されたハードウェアをシミュレートするものである。

## 参照
1. ↑  “Channel F emulator created for Pico-8 Fantasy console”. RAM OK ROM OK (2020年3月5日). 2021年11月2日閲覧。
2. 1 2  Hayes, Spencer (2017年7月25日). “Your field guide to fantasy consoles”. Itch.io. 2021年11月2日閲覧。
3. ↑  Dawe, Liam (2020年6月9日). “PICO-8 fantasy console arrives on itch.io, available in a bundle”. GamingOnLinux. 2021年11月2日閲覧。
4. ↑  Prescott, Shaun (2018年10月24日). “Someone has ported Wolfenstein 3D for the Pico-8 fantasy console”. PC Gamer. 2021年11月2日閲覧。
5. ↑  R., Bhagyashree (2019年1月28日). “Introducing SCRIPT-8, an 8-bit JavaScript-based fantasy computer to make retro-looking games”. 2021年11月2日閲覧。
6. ↑  Aversa, Davide (2020年9月8日). “And so you want to choose a Fantasy Console”. 2021年11月2日閲覧。
7. ↑  “Most used Engines”. Itch.io. 2021年8月31日時点のオリジナルよりアーカイブ。2021年11月2日閲覧。
8. ↑  “Compare Fantasy Consoles”. NerdyTeachers.com (2020年4月). 2021年11月2日閲覧。
9. ↑  zep. “PICO-8 Fantasy Console - FAQ”. Lexaloffle Games. 2021年11月2日閲覧。
10. ↑  Ritzl, Björn (2021年3月9日). “Developer case study - From fantasy computer to Defold”.   Defold Foundation. 2021年11月2日閲覧。